# Jean-Claude Van Damme
Jean-Claude Camille François Van Varenberg (Berchem-Sainte-Agathe, 18 ottobre 1960) è un artista marziale, attore, regista, sceneggiatore, produttore cinematografico ed ex culturista belga.
Dopo aver studiato intensamente le arti marziali sin dall'età di dieci anni, ispirato da Bruce Lee, Van Damme ottenne il successo in patria come artista marziale e culturista, guadagnandosi il titolo di "Mr. Belgium Junior-Overall Winner 1978-1979" nella seconda disciplina.
Emigrò negli Stati Uniti nel 1982 per intraprendere la carriera di attore ottenendo il successo con Senza esclusione di colpi (1988), basato su una storia raccontata da Frank Dux la cui veridicità è stata messa in discussione. Noto volto del cinema d'azione statunitense, ottenne diversi successi al botteghino; il suo film più riuscito in termini economici, Timecop (1994), ebbe un incasso internazionale di oltre cento milioni di dollari.

## Biografia

### Gli inizi
Nasce a Sainte-Agatha-Berchem, comune bilingue della regione di Bruxelles-Capitale da Eliana e Eugène Van Varenberg. Da bambino era di costituzione gracile e all'età di 10 anni il padre lo iscrive ad un corso di Karate Shotokan tenuto dal maestro Claude Goetz, mentre a 12 anni inizia a praticare sollevamento pesi. Il giovane Van Damme si appassiona così alle arti marziali, ottenendo la cintura nera di karate. Su consiglio del maestro, a 16 anni inizia a studiare per 5 anni anche danza classica per perfezionare l'elasticità fisica e a 18 anni apre la sua prima palestra, la "California Fitness Center". Oltre al karate, Van Damme passa successivamente allo studio di kickboxing e taekwondo.
Nel 1981 ha una piccola parte nel film francese Rue Barbare, di Gilles Béhat; l'esperienza lo entusiasma a tal punto che vende la sua palestra e con l'amico Michel Qissi si trasferisce a Los Angeles, in cerca di fortuna nel mondo del cinema. Nei primi tempi i due amici si ritrovarono in ristrettezze economiche e a dormire in un'auto. Nel 1984, Van Damme ha una piccola parte nel film Monaco Forever di William A. Levey, e ha l'unico suo ingaggio conosciuto da stuntman nel film Rombo di tuono (Missing in Action) di Joseph Zito. Insieme a Qissi ottiene un ruolo da comparsa nel film Breakdance (Breakin'), dove i due interpretano due bagnanti sulla spiaggia.
Nel 1986 riesce a ottenere il ruolo dell’antagonista principale nel film Kickboxers - Vendetta personale (No Retreat, No Surrender), di Corey Yuen, in cui interpreta uno spietato lottatore russo. Malgrado interpreti un ruolo marginale, il film gli consente di mettersi in mostra, tanto che Arnold Schwarzenegger lo chiama per partecipare al film che sta girando, Predator.
Le notizie su questa partecipazione di Van Damme a Predator sono piuttosto vaghe e contrastanti. Alcune fonti, come la biografia di Jesse Ventura, attestano che l'attore belga fosse stato ingaggiato per vestire i panni della creatura aliena, ma essendosi presentato in ritardo sul set la sua parte venne data a Kevin Peter Hall; altre fonti invece danno per avvenuta questa collaborazione, e che Van Damme abbia vestito i panni dell'alieno nel combattimento finale con Schwarzenegger; altre ancora indicano come per l'atleta belga si sarebbe trattato solo di un ruolo di cascatore. Secondo il supervisore agli effetti speciali del film Predator, Joel Hynek, Van Damme lasciò le riprese dopo una furibonda lite con il produttore della pellicola, Joel Silver, che lo licenziò perché l'attore si rifiutava di interpretare il mostro senza ricorrere a mosse di kickboxing (probabilmente per mettersi in luce).

### I film di arti marziali
Van Damme decide di fare il salto di qualità, così a fine agosto 1986 si presenta agli uffici della "Cannon Films", la casa produttrice di Menahem Golan, entra nell'ufficio di Golan e gli mostra la propria bravura esibendosi nelle sue tecniche migliori. Alcune fonti attestano invece che quest'episodio si sia svolto in un ristorante dove Golan stava mangiando, mentre Michel Qissi, con cui Van Damme è sbarcato in America, racconta che era presente anche lui. In ogni caso Golan rimane colpito dell'atleta belga, e sembra gli abbia proposto il ruolo da protagonista in un film che aveva in produzione, Senza esclusione di colpi. Il film, girato da Newt Arnold, vede la presenza di famosi artisti marziali come Bolo Yeung, di Qissi stesso in un piccolo ruolo. Una volta girato, Van Damme scopre che Golan aveva programmato l'uscita del film esclusivamente per home video, ritenendo che avrebbe riscosso scarso successo. Sotto la pressione di Van Damme stesso il film esce prima a Parigi poi in Malaysia, dove ottiene un ottimo risultato, così Golan si decide a distribuire la pellicola, ma solo in alcune sale degli Stati Uniti.
Van Damme, deluso dall'esperienza, lascia la Cannon e firma contratti con altre case. Senza esclusione di colpi ottiene un successo inaspettato, ma Van Damme, ormai vincolato ad altre case cinematografiche insieme a Marshall R. Teague, interpreta Aquila nera dove recita al fianco di Shō Kosugi e ha la possibilità di coreografare i combattimenti. Questo film lo lancerà nel mondo del cinema d'arti marziali hollywoodiano.
Nel 1989 esce Cyborg, di Albert Pyun, film girato sfruttando i set preparati per il seguito di Masters of the Universe, mai girato a causa dell'insuccesso della pellicola di Gary Goddard. Il grande successo arriva con Kickboxer - Il nuovo guerriero, di Mark DiSalle e David Worth, che renderà Van Damme la nuova icona del genere d'arti marziali e lancerà la moda della kickboxing nel cinema.
Nel 1990 sperimenta anche il genere "carcerario" con Colpi proibiti (Death Warrant, di Deran Sarafian). Sempre nel 1990, Van Damme gira una pubblicità di 14 minuti per Gianni Versace Jeans, apparso in "tagli" di diversa durata. Lo stesso anno esce Lionheart - Scommessa vincente, uno dei suoi film più famosi, dove riprende la storia del film L'eroe della strada di Walter Hill, con Charles Bronson; tale pellicola vede il ritorno dell'amico Michel Qissi nel piccolo ruolo di Moustafa, mentre il cattivo Atilla è interpretato da Abdel Quissi.
Nel 1991 esce l'ultimo film di arti marziali allo stato puro di Van Damme, Double Impact - Vendetta finale. Girato a Hong Kong, il film vede Van Damme nel doppio ruolo di due fratelli gemelli contro un nemico illustre, il famoso artista marziale cinese Bolo Yeung.

### I film d'azione/arti marziali

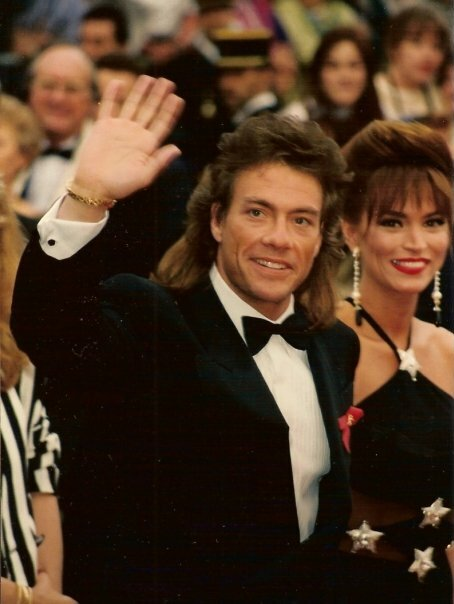
Jean-Claude Van Damme e la quarta moglie Darcy LaPier al Festival di Cannes

Durante la lavorazione di Double Impact, ad Hong Kong Van Damme incontra il famoso regista asiatico John Woo, e gli esprime il desiderio di poter interpretare un suo film. Sulle prime il regista è dubbioso, visto che è abituato ai ritmi asiatici di lavorazione ed il fatto che non parla inglese, ma alla fine si convince e scrittura Van Damme per il proprio debutto statunitense: Senza tregua. Negli anni successivi altri famosi registi asiatici hanno debuttato negli USA con film interpretati da Van Damme, anche se con scarso esito: Tsui Hark con Double Team - Gioco di squadra (1997) e Hong Kong colpo su colpo (1998); e Ringo Lam con Maximum Risk (1996), The Replicant (2001) e In Hell (2003).
Nel 1993 è protagonista del film Accerchiato del regista Harmon, che vede presente anche l'attrice Rosanna Arquette e che ha la particolarità, rispetto alle precedenti interpretazioni dell'attore belga, di non fare ricorso alle arti marziali nelle scene d'azione. Successivamente collabora con il regista Peter Hyams per i film Timecop - Indagine dal futuro (1994) e A rischio della vita (1995).
Nel 1996 Van Damme cerca di tornare al genere di arti marziali esaudendo un suo vecchio desiderio: dirigere ed interpretare un film. Il titolo in questione è il poco fortunato La prova, che ripropone temi e personaggi dei suoi precedenti film.
Nel 1997 conquista un Razzie Awards quale membro della peggior coppia cinematografica in compagnia di Dennis Rodman per Double Team - Gioco di squadra.
Nel 1999 uscì il suo ultimo film nelle sale degli anni novanta Universal Soldier - The Return. Infatti i film seguenti sono stati distribuiti direttamente nel circuito home video. Nel 2008 esce JCVD - Nessuna giustizia, film dal carattere fortemente autobiografico, che viene particolarmente apprezzato dalla critica; presentato al Festival del Cinema di Roma il film è stato, però, pubblicato anch'esso solo per l'home video. In Italia è uscito più tardi, il 23 settembre 2009, sempre direttamente in DVD.
Nel 2003 partecipa al video musicale di Bob Sinclar Kiss my eyes.
Nel 2009, dopo aver rifiutato una parte nel film di Sylvester Stallone I mercenari - The Expendables, è stato presentato il trailer di The Eagle Path, interamente scritto, girato, prodotto e interpretato dallo stesso Van Damme. Il film ha trovato una sua distribuzione statunitense solo nel 2017 con un ritardo di ben 9 anni dal termine delle riprese, per problemi di post-produzione e con il titolo cambiato in Full Love. Nel maggio 2010 viene annunciata l'uscita nelle sale italiane di Universal Soldier: Regeneration prevista per il 4 giugno e, inoltre, il progetto in cantiere di un quarto episodio della saga girato con moderne tecniche 3D diretto ancora da John Hyams, già regista del precedente episodio.
Il 17 agosto 2012 è uscito il film I mercenari 2, dove interpreta il ruolo del cattivo di turno. Nel cast oltre a Van Damme ci sono Sylvester Stallone, Arnold Schwarzenegger, Bruce Willis, Jason Statham, Chuck Norris, Dolph Lundgren e Jet Li. A seguito di questo progetto, Van Damme ritorna a recitare come principale interprete nelle seguenti pellicole d'azione destinate al Direct-to-video: 6 Bullets, Enemies Closer, Vendetta e redenzione, nella commedia Benvenuti nella giungla e in un ruolo secondario rispettivamente nel film di fantascienza U.F.O. e in Dragon Eyes. In alcuni di questi progetti ha preso anche parte alla loro produzione. Sempre nel 2012 partecipa all'ultimo film della saga di Universal Soldier, Universal Soldier - Il giorno del giudizio, mentre nel 2016 al reboot di Kickboxer, Kickboxer - La vendetta del guerriero.
Dopo altri film usciti direct-to-video, nel 2021 esce il progetto Netflix intitolato L'ultimo mercenario, senza ottenere il successo atteso.
Il 14 febbraio 2022, in un'intervista, Jean Claude Van Damme annuncia il suo ultimo progetto cinematografico intitolato What's my name e dichiara che in seguito si ritirerà dalle scene.

### Icona culturale
Jean-Claude Van Damme è considerato un'icona culturale in Belgio. Insieme a Audrey Hepburn, Van Damme è uno dei più famosi belgi ad essere entrato nell'industria hollywoodiana. Nel film JCVD - Nessuna giustizia (2008), Van Damme è ritratto come l'eroe nazionale del Belgio.

### Carriera sportiva
All'età di 12 anni Van Damme iniziò ad allenarsi al Centre National de Karate, sotto la guida del maestro Claude Goetz a Ixelles, in Belgio. Si allenò per quattro anni e si guadagnò uno spot nella Squadra Belga di Karate.
Fece il suo debutto nel 1976, all'età di 16 anni. Gareggiò usando il suo nome: Jean Claude Van Varenberg e barcollò per un calcio circolare scagliato da Toon Van Oostrum a Brussels, Belgio.
Nel 1977, al WAKO Open International in Belgio, Jean-Claude perse per una decisione a favore del team mate Patrick Teugels. L'esperienza ebbe un duro impatto su Claude e Goetz sentì che Jean-Claude avrebbe avuto bisogno di maggiore allenamento prima di competere ancora.
Dopo sei mesi di intensi allenamenti e combattimenti, il maestro Goetz decise di far debuttare il suo allievo sulla scena dell'European Full-Contact. Vinse il suo primo torneo con un risultato di tre vittorie per knockout in un solo evento. Comunque, in un incontro del 1978 per il titolo Belga dei pesi leggeri, perse ancora per decisione arbitrale su Patrick Teugels. Ancora una volta la sconfitta ebbe impatto su Claude Goetz ed alcuni mesi più tardi, ad Iseghem, in Belgio, ritornò segnando un knocked out, al primo round, su Emile Leibman. Nel 1979, Jean-Claude e il Belgium Team divennero Campioni Europei.
Sarebbe dovuto tornare a combattere nel mese di novembre 2011, in un incontro di muay thai con il pugile Somluck Kamsing, già medaglia d'oro olimpica, presso il Rajamangala National Stadium di Bangkok. Il vincitore di questo match avrebbe dovuto incontrare l'attuale campione mondiale Jeffrey Sun. Di fronte alla prospettiva di essere il primo uomo di età superiore ai 50 anni a combattere professionalmente, ha dichiarato che "potrebbe essere pericoloso, ma la vita è breve." Nel 2018 Van Damme si è allenato come sparring partner con il lottatore di arti marziali miste statunitense Cody Garbrandt, ex campione pesi gallo UFC, ma durante una sessione di allenamento, lo ha involontariamente colpito al volto con una tallonata, causandogli la perdita di un dente; l'attore, mortificato dall'accaduto, si è subito scusato con Garbrandt, furibondo per l'accaduto.
| Data          | Evento                       | Avversario             | Risultato                    |
| ------------- | ---------------------------- | ---------------------- | ---------------------------- |
| 1976          | European Karate Union        | Toon Van Oostrum       | Vittoria, 1º round KO        |
| 1977          | Netherlands Kick Boxing      | Maurice Devos          | Vittoria, 1º round TKO       |
| 1978          | European Karate Union        | Eric Bruno Strauss     | Vittoria, 1º round KO        |
| 1978          | European Karate Union        | Michel Juvillier       | Vittoria, 1º round KO        |
| 1978          | European Karate Union        | Orlando Lang           | Vittoria, 1º round TKO       |
| 1978          | World All Style              | Emile Leibman          | Vittoria, 1º round KO        |
| 1978          | World All Style              | Cyrille Nollet         | Vittoria, 1º round TKO       |
| 1979          | World All Style              | Andre Robaeys          | Vittoria, 1º round KO        |
| 1979          | World All Style              | Jacques Piniarski      | Vittoria, 1º round KO        |
| 1979          | World All Style              | Rolf Risberg           | Vittoria, 1º round KO        |
| novembre 1979 | World Full Contact           | Sherman Bergman        | Vittoria, 1º round KO        |
| novembre 1979 | World Full Contact           | Gilberto (Gil) Diaz    | Vittoria, 1º round TKO       |
| novembre 1979 | World Full Contact           | Patrick Teugels        | Sconfitta, 2º round decision |
| marzo 1980    | European Professional        | Mustapha-Ahmad Benamou | Vittoria, 1º round KO        |
| marzo 1980    | European Professional        | Bekim-Moussa Muhammad  | Vittoria, 1º round TKO       |
| marzo 1980    | European Professional        | Micheal J. Heming      | Vittoria, 2º round TKO       |
| marzo 1980    | Professional Karate Assoc.   | Georges Verlugels      | Vittoria, 2º round KO        |
| 1980          | European Professional        | Andres Kovac           | Vittoria, 2º round KO        |
| 1980          | Forest Nationals (Brussels)  | Patrick Teugels        | Vittoria, 1º round TKO       |
| 2011          | Rajamangala National Stadium | Somluck Kamsing        | Annullato                    |

## Vita privata
Dal 1978 al 1984 Van Damme è sposato con Maria Rodríguez, dalla quale divorzia per sposare Cynthia Derderian l'anno successivo. Divorzierà lo stesso anno per sposare la culturista Gladys Portugues. Da lei ha due figli, Kristopher Van Varenberg (20 maggio 1987) e Bianca Bree Van Varenberg (17 ottobre 1990), modella ed esperta di arti marziali. Il figlio è anche apparso nei film Universal Soldier - I nuovi eroi, The Quest - La prova, Derailed, Universal Soldier - Regeneration. Nel settembre 1992 divorzia da Gladys per sposare, l'anno dopo, la fotomodella Darcy LaPier, amica di Gladys, dalla quale ha un altro figlio, Nicholas (10 ottobre 1995), anch'egli apparso in un suo film, Wake of Death. Ma nel 1997 divorzia anche da lei, per sposare di nuovo, il 25 giugno 1999, Gladys Portugues.
Il 9 luglio 2015 Van Damme ha venduto la sua villa di Los Angeles per trasferirsi con tutta la famiglia ad Hong Kong. In Oriente, inoltre, possiede diverse abitazioni oltre che essere la nuova sede in cui proseguire la sua carriera da attore..
Nel 1991, Ron Slinker, un promoter della Florida, decise di sfruttare il nome dell'attore e la sua esperienza nelle arti marziali in favore del wrestler WWE ed artista marziale Robert Szatkowski, che di fatto divenne in seguito meglio noto col ring name di Rob Van Dam, considerata inoltre una certa somiglianza tra i due.
Van Damme è vegetariano.

### Problemi legali e di salute
Nel 1992, al termine delle riprese di Senza tregua, Van Damme viene citato dal tribunale di New Orleans, dove si erano svolte le riprese del film, per violenza carnale nei confronti di una ragazza di nome Tara Le Blanc, la quale chiese un risarcimento di alcuni milioni di dollari. L'episodio sarebbe avvenuto all'Hotel Windsor Court di New Orleans. I giornali statunitensi riportano che l'attore, in compagnia di una ballerina il cui nome è rimasto segreto, avrebbe fatto irruzione nella stanza dove la Le Blanc si trovava insieme con il suo fidanzato, aggredendola sessualmente.
Nel 1993 ha subito un processo a Fayetteville, nella Carolina del Nord, per risarcimento danni da parte di Jackson Pinckney, uno stuntman del film Cyborg. Pinckney ha chiesto 800 000 dollari per danni fisici, in quanto perse un occhio per colpa di una scena d'azione degenerata in un incidente. Secondo lo stuntman l'attore belga avrebbe esagerato in una tecnica con un coltello, al fine di rendere più plausibile il combattimento: così facendo avrebbe ferito seriamente lo stuntman. Gli avvocati di Van Damme sostennero invece che l'incidente sarebbe stato principalmente fortuito, e che sarebbe accaduto anche perché Pinckney si trovava nel posto sbagliato al momento dello scontro. Lo stesso Van Damme, inoltre, testimoniò di essersi accorto subito dell'incidente, e di aver immediatamente fermato le riprese per soccorrere lo stuntman. Ma la controparte chiamò a testimoniare Chuck Allen, esperto di arti marziali presente durante l'accaduto, il quale diede una versione completamente diversa: Allen infatti non solo raccontò che l'attore belga si era allontanato subito dalla scena dell'incidente, senza dire una parola, ma che in altre occasioni aveva usato eccessiva violenza nei colpi inferti agli avversari sul set, sempre per dare più realismo alle scene. Lo stesso Pinckney testimoniò come Van Damme brandisse in modo pericoloso il coltello durante la ripresa, infrangendo le norme di sicurezza. Per confermare la tesi, l'accusa mostrò alcuni articoli in cui Van Damme stesso si vantò con gli intervistatori di usare tecniche vere sul set, e di portarle fino in fondo. Malgrado la difesa abbia fatto testimoniare Dale Frye, uno stuntman dello stesso film che dichiarò di non aver avuto problemi con l'attore belga, la giuria condannò Van Damme ad un risarcimento di 487 500 dollari per aver intenzionalmente ferito Jackson Pinckney.
Van Damme ebbe problemi di dipendenza da cocaina: Steven E. de Souza, regista e sceneggiatore del film Street Fighter - Sfida finale, tratto dall'omonimo videogioco, in cui Van Damme ottenne la parte del Colonnello William Guile, dichiarò in un'intervista del 1994, anno delle riprese del film, che l'attore, dedito agli eccessi della droga, era così fuori controllo che nemmeno il fatto che fosse stata assunta una persona che doveva tenerlo a bada riuscì a risolvere i problemi; spesso Van Damme non si presentava alle riprese, dandosi malato. Successivamente, nel 1998, Van Damme si iscrisse ad un programma di riabilitazione della durata di un solo mese, ma lo abbandonò dopo solo una settimana. Il 10 luglio 2000 Van Damme venne condannato per guida in stato di ebbrezza, episodio avvenuto a Beverly Hills il 23 settembre 1999. L'attore belga ha inoltre dichiarato di soffrire di disturbo bipolare. Nel 2010 circolò la voce che Van Damme, allora cinquantenne, fosse stato colpito da un infarto mentre si trovava sul set di uno dei suoi film, "Weapon" e di un suo ricovero in ospedale; effettivamente, la produzione del film si fermò in seguito ad un suo malore e l’attore, dopo esser stato sottoposto ad accertamenti clinici, fu raggiunto dalla moglie e fece ritorno in Belgio assieme ad essa dichiarando che gli serviva un periodo di riposo; tuttavia, smentì che si trattasse di un infarto, invitando i propri fan a non seguire le dicerie che circolavano sul web.

## Filmografia

### Attore

#### Cinema
- Breakdance (Breakin) comparsa (1984)
- Kickboxers - Vendetta personale (No Retreat, No Surrender), regia di Corey Yuen e David Worth (1986)
- Senza esclusione di colpi (Bloodsport), regia di Newt Arnold (1988)
- Aquila nera (Black Eagle), regia di Eric Karson (1988)
- Cyborg, regia di Albert Pyun (1989)
- Kickboxer - Il nuovo guerriero (Kickboxer), regia di Mark DiSalle e David Worth (1989)
- Colpi proibiti (Death Warrant), regia di Deran Sarafian (1990)
- Lionheart - Scommessa vincente (Lionheart), regia di Sheldon Lettich (1991)
- Double Impact - Vendetta finale (Double Impact), regia di Sheldon Lettich (1991)
- I nuovi eroi (Universal Soldier), regia di Roland Emmerich (1992)
- Accerchiato (Nowhere To Run), regia di Robert Harmon (1993)
- Senza tregua (Hard Target), regia di John Woo (1993)
- Last Action Hero - L'ultimo grande eroe (Last Action Hero), regia di John McTiernan (1993)
- Timecop - Indagine dal futuro (Timecop), regia di Peter Hyams (1994)
- Street Fighter - Sfida finale (Street Fighter), regia di Steven E. de Souza (1994)
- A rischio della vita (Sudden Death), regia di Peter Hyams (1995)
- La prova (The Quest), regia di Jean-Claude Van Damme (1996)
- Maximum Risk, regia di Ringo Lam (1996)
- Double Team - Gioco di squadra (Double Team), regia di Tsui Hark (1997)
- Hong Kong colpo su colpo (Knock Off), regia di Tsui Hark (1998)
- The Legionary - Fuga all'inferno (Legionnaire), regia di Peter MacDonald (1998)
- Universal Soldier: The Return, regia di Mic Rodgers (1999)
- Fino all'inferno (Inferno), regia di John G. Avildsen (1999)
- The Replicant (Replicant), regia di Ringo Lam (2001)
- The Order, regia di Sheldon Lettich (2001)
- Derailed - Punto d'impatto (Derailed), regia di Bob Misiorowski (2002)
- Hell - Esplode la furia, regia di Ringo Lam (2003)
- Wake of Death - Scia di morte, regia di Philippe Martinez (2004)
- The Commander (Second in Command), regia di Simon Fellows (2006)
- The Hard Corps, regia di Sheldon Lettich (2006)
- Until Death, regia di Simon Fellows (2007)
- The Shepherd - Pattuglia di confine (The Shepherd: Border Patrol), regia di Isaac Florentine (2008)
- JCVD - Nessuna giustizia (JCVD), regia di Mabrouk El Mechri (2008)
- Universal Soldier: Regeneration, regia di John Hyams (2009)
- Frenchy, regia di Jean-Claude Van Damme (2010)
- Assassination Games, regia di Ernie Barbarash (2011)
- I mercenari 2 (The Expendables 2), regia di Simon West (2012)
- Gli occhi del dragone (Dragon Eyes), regia di John Hyams (2012)
- 6 Bullets (Six Bullets), regia di Ernie Barbarash (2012)
- Benvenuti nella giungla (Welcome to the Jungle), regia di Rob Meltzer (2013)
- Enemies Closer, regia di Peter Hyams (2013)
- Vendetta e redenzione (Swelter), regia di Keith Parmer (2014)
- Pound of Flesh, regia di Ernie Barbarash (2015)
- Kickboxer - La vendetta del guerriero (Kickboxer: Vengeance), regia di John Stockwell (2016)
- Kill 'em All - Uccidili tutti (Kill 'em All), regia di Peter Malota (2017)
- Kickboxer: Retaliation, regia di Dimitri Logothetis (2018)
- Black Water, regia di Pasha Patriki (2018)
- The Bouncer - L'infiltrato (Lukas), regia di Julien Leclercq (2018)
- We Die Young, regia di Lior Geller (2019)
- L'ultimo mercenario (Le Dernier Mercenaire), regia di David Charhon (2021)
- Darkness of Man, regia di James Cullen Bressack (2024)
- The Gardener, regia di David Charhon (2025)

#### Televisione
- Friends – serie TV, 1 episodio 2x13 (1996)
- Las Vegas – serie TV, episodio 1x15 (2004)
- Jean Claude Van Damme Behind Closed Doors – show televisivo (2011)
- Jean-Claude Van Johnson – serie TV (2016)

### Produttore
- Double Impact - La vendetta finale (Double Impact), regia di Sheldon Lettich (1991)
- The Legionary - Fuga all'inferno (Legionnaire), regia di Peter MacDonald (1998)
- Universal Soldier: The Return, regia di Mic Rodgers (1999)
- Fino all'inferno (Inferno), regia di John G. Avildsen (1999)
- JCVD - Nessuna giustizia (JCVD), regia di Mabrouk El Mechri (2008) - produttore esecutivo
- Frenchy, regia di Jean-Claude Van Damme (2010)
- Jean Claude Van Damme Behind Closed Doors show televisivo (2011)
- Assassination Games, regia di Ernie Barbarash (2011)- produttore esecutivo
- 6 Bullets (Six Bullets), regia di Ernie Barbarash (2012)
- Pound of Flesh, regia di Ernie Barbarash (2015) - produttore esecutivo
- Kickboxer - La vendetta del guerriero (Kickboxer: Vengeance), regia di John Stockwell (2016)
- Jean-Claude Van Johnson - serie TV (2016-2017)
- Kickboxer: Retaliation, regia di Dimitri Logothetis (2018)

### Regista
- La prova (1996)
- Frenchy (2010)

### Sceneggiatore
- Kickboxer - Il nuovo guerriero (1989)
- Frenchy (2010)

### Doppiatore
- Kung Fu Panda 2 (2011)
- Kung Fu Panda 3 (2016)
- Minions 2 - Come Gru diventa cattivissimo (Minions: The rise of Gru) (2022)

## Riconoscimenti
- Razzie Awards
  - 1988 – Candidatura alla peggior nuova stella per Senza esclusione di colpi
  - 1998 – Peggior coppia sullo schermo (con Dennis Rodman) per Double Team - Gioco di squadra

- MTV Movie & TV Awards
  - 1992 – Candidatura all'attore più attraente per Double Impact - Vendetta finale
  - 1993 – Candidatura all'attore più attraente per Accerchiato
  - 1994 – Candidatura all'attore più attraente per Senza tregua

- DVD Exclusive Awards
  - 2001 – Candidatura al miglior attore per The Replicant

- Bollywood Movie Awards
  - 2004 – Candidatura alla superstar d'azione internazionale

- Locarno Film Festival
  - 2008 – Candidatura al miglior attore

- Toronto Film Critics Association
  - 2009 – Candidatura alla miglior performance maschile

- Golden Lotus Awards
  - 2014 – Premio per gli eccezionali risultati conseguiti nel settore dei film d'azione

## Doppiatori italiani
Nelle versioni in italiano dei suoi film, Van Damme è stato doppiato da:
- Luca Ward in Lionheart - Scommessa vincente, Double Impact - Vendetta finale, Hong Kong colpo su colpo, Fino all'inferno, Las Vegas, The Hard Corps, 6 Bullets, Pound of Flesh, Kill'em All - Uccidili tutti, Jean-Claude Van Johnson,  L'ultimo mercenario
- Francesco Pannofino ne I nuovi eroi, Accerchiato, Timecop - Indagine dal futuro, Street Fighter - Sfida finale, La prova, Maximum Risk, Double Team - Gioco di squadra, Universal Soldier - The Return, The Commander, Enemies Closer
- Massimo Rossi in Kickboxer - Il nuovo guerriero, Senza tregua, The Legionary - Fuga all'inferno, The Replicant, The Order, Derailed - Punto d'impatto, I nuovi eroi (ridoppiaggio)
- Andrea Ward in Hell - Esplode la furia, Wake of Death, JCVD - Nessuna giustizia, Vendetta e redenzione, Kickboxer: Retaliation, Black Water
- Roberto Draghetti in The Shepherd - Pattuglia di confine, Universal Soldier: Regeneration, Benvenuti nella giungla, The Bouncer
- Fabrizio Pucci in Until Death, Assassination Games, The Gardener
- Vittorio Guerrieri in Senza esclusione di colpi
- Claudio Capone in Colpi proibiti
- Antonio Sanna in Friends
- Christian Iansante in Last Action Hero - L'ultimo grande eroe
- Roberto Pedicini in A rischio della vita
- Fabio Mazzari in Cyborg
- Vittorio De Angelis in Dragon Eyes
- Franco Mannella ne I mercenari 2
- Alessandro D'Errico in Universal Soldier - Il giorno del giudizio
- Mario Zucca in Kickboxer - La vendetta del guerriero
- Francesco Caruso in Kickboxers - Vendetta personale
- Francesco Prando in Darkness of Man

Da doppiatore è sostituito da
- Franco Mannella in: Kung Fu Panda 2, Kung Fu Panda 3
- Vittorio Guerrieri in: Minions 2 - Come Gru diventa cattivissimo